# Tri-isopropanolamine
Tri-isopropanolamine of TIPA is een organische verbinding met als brutoformule C9H21NO3. De stof komt voor als witte hygroscopische kristallen, die goed oplosbaar zijn in water. Het is een tertiair amine.

## Toxicologie en veiligheid
De stof ontleedt bij verhitting of bij verbranding, met vorming van giftige dampen, waaronder stikstofoxiden en koolstofdioxide. De oplossing in water is een matig sterke base. Tri-isopropanolamine reageert met sterk oxiderende stoffen en sterke zuren.
De stof is sterk irriterend en corrosief voor de ogen, de huid en de luchtwegen. Inademing van de stof of damp ervan kan longoedeem veroorzaken.